# Sauvagesia pulchella
Sauvagesia pulchella är en tvåhjärtbladig växtart som beskrevs av Jules Émile Planchon. Sauvagesia pulchella ingår i släktet Sauvagesia och familjen Ochnaceae. Inga underarter finns listade i Catalogue of Life.